# Kurt Bernard
Kurt Bernard Simpson (Puerto Limón, 8 de dezembro de 1977) é um futebolista profissional costa-riquenho, meia-atacante, milita no Puntarenas FC.